# اوته اشتارکه
اوته اشتارکه (آلمانی: Ute Starke؛ زادهٔ ۱۴ ژانویهٔ ۱۹۳۹) ژیمناست هنری اهل آلمان بود.
وی در مسابقات کشوری و بین‌المللی در مجموع برندهٔ ۱ مدال طلا، ۱ مدال نقره، ۱ مدال برنز شده‌است.